# Kristof Goddaert
Kristof Goddaert (Sint-Niklaas, Província de Flandres Oriental, 21 de novembro de 1986-Antuérpia, 18 de fevereiro de 2014) foi um ciclista profissional belga.
Estreiou como profissional em 2007. Não passou à primeira categoria do ciclismo até 2010, quando alinhou por AG2R La Mondiale. Ali esteve duas temporadas e passou à equipa suíço IAM Cycling.
a 18 de fevereiro de 2014 faleceu quando ao passar por umas vias de comboio perdeu o equilíbrio, caiu e foi atropellado por um autocarro. No momento do acidente encontrava-se treinando em Antuérpia.

## Palmarés
- 2009
  - 3.º no Campeonato da Bélgica em Estrada
- Grande Prêmio Stad Sint-Niklaas

- 2010
  - 1 etapa do Tour de Valônia

- 2012
  - 2.º no Campeonato da Bélgica em Estrada

## Equipas
- Bodysol-Win for Life (2007)
- Topsport Vlaanderen (2008-2009)
- AG2R La Mondiale (2010-2012)
- IAM Cycling (2013-2014)[2]